# 哈里·帕克
哈里·帕克（英語：Harry Parker，1873年5月6日—1961年5月14日），生于基督城，新西兰男子网球运动员。他曾获得1907年澳大利亚网球公开赛男子双打冠军。他于1924年退役。